# 세이브-온-푸드 메모리얼 센터
세이브-온-푸드 메모리얼 센터(Save-On-Foods Memorial Centre)는 캐나다 브리티시컬럼비아주 빅토리아에 위치한 실내 경기장이다. 과거 ECHL 빅토리아 새먼 킹스의 홈경기장으로 사용했다.